# A Returner's Magic Should Be Special
A Returner's Magic Should Be Special (en coreano: 귀환자의 마법은 특별해야 합니다, romanizado: Gwihwanjaui Mabeob-eun Teugbyeolhaeya Habnida, en japonés: 帰還者の魔法は特別です, romanizado: Kikansha no Mahō wa Tokubetsu Desu) es una novela web surcoreana escrita por Usonan. Fue serializado en la plataforma digital de cómics y ficción de Kakao, KakaoPage, desde septiembre de 2016 hasta agosto de 2019. Una adaptación a webtoon se serializó por primera vez en KakaoPage en mayo de 2018 y está ilustrada por Wookjakga. Una adaptación al anime de Arvo Animation se estrenó el 8 de octubre de 2023.

## Argumento
En una tierra dominada por el Dominio de las Sombras, la humanidad ha sido eliminada casi por completo. Para rescatar su planeta de la perdición inminente, seis valientes héroes libran una peligrosa batalla... pero fracasan. Sin embargo, aparece un nuevo rayo de esperanza cuando Desir, uno de los últimos magos, viaja sin saber cómo 13 años atrás en el tiempo. Ahora, armado con los conocimientos de lo que aguarda en el sombrío futuro, ¿será capaz de alterar el curso de la historia y salvar el mundo?

## Personajes
Desir Herman (デジール・アルマン Dejīru Aruman?, en coreano: 데지르 아르망)
 Seiyū: Takuma Terashima
Un mago que regresó al pasado después de no poder limpiar el Mundo de las Sombras. Fue uno de los últimos seis supervivientes del Laberinto de las Sombras que derrotó al jefe Boromir Napolitan, pero murió después de que el corazón moribundo de Napolitan explotara y destruyera el mundo. Habiendo retenido sus recuerdos de la línea de tiempo anterior, usa ese conocimiento para evitar que se repita el futuro que experimentó.
Romantica Eru (ロマンティカ・エル Romantika Eru?, en coreano: 로맨티카 에루)
 Seiyū: Sayumi Suzushiro
Una maga del viento y uno de los miembros del grupo de Desir. Romántica proviene de una familia noble, pero fue colocada en la clase beta a pesar de su gran aptitud para la magia debido a que proviene de una familia plebeya que compró su título de nobleza. En la línea de tiempo anterior, ella muere en acción.
Pram Schneider (プラム・シュナイザー Puramu Shunaizā?, en coreano: 프람 슈나이저)
 Seiyū: Natsumi Fujiwara
Un espadachín y uno de los miembros del grupo de Desir. Pram es hijo de un padre noble que nunca conoció y de una madre plebeya que lo crio hasta su muerte. Es conocido por su habilidad con la espada usando un estoque, pero comenzó reacio a usarlo debido a su desdén por su padre antes de que Desir lo convenciera de usarlo. En la línea de tiempo anterior, muere en acción.
Azest Kingscrown (アゼスト・キングスクラウン Azesuto Kingusukuraun?, en coreano: 아제스트 킹스크라운)
 Seiyū: Asami Setō
La heredera al trono de Hebrion y la mejor estudiante de la academia. Ella asume la identidad de miembro de la noble familia Kingscrown para mantener su identidad. Ella fue una de las últimas supervivientes del Laberinto de las Sombras en la línea de tiempo anterior y la que dio el golpe final para matar a Napolitan.

## Contenido de la obra

### Novela
Escrita por Usonan, la novela se serializó en la plataforma digital de cómics y ficción de Kakao, KakaoPage, del 2 de septiembre de 2016 al 3 de agosto de 2019. Fue recopilado en ocho volúmenes.

#### Lista de volúmenes
| Volúmenes de novelas publicados | Volúmenes de novelas publicados | Volúmenes de novelas publicados |
| Número                          | Fecha de lanzamiento            | ISBN                            |
| ------------------------------- | ------------------------------- | ------------------------------- |
| 1                               | 30 de junio de 2017             | ISBN 979-1-16-145022-3          |
| 2                               | 1 de julio de 2017              | ISBN 979-1-16-145023-0          |
| 3                               | 1 de octubre de 2017            | ISBN 979-1-16-145041-4          |
| 4                               | 1 de febrero de 2018            | ISBN 979-1-16-145058-2          |
| 5                               | 1 de mayo de 2018               | ISBN 979-1-16-145085-8          |
| 6                               | 1 de agosto de 2018             | ISBN 979-1-16-145122-0          |
| 7                               | 1 de febrero de 2019            | ISBN 979-1-16-145203-6          |
| 8                               | 27 de noviembre de 2019         | ISBN 979-1-16-145289-0          |

### Manhwa
Una adaptación manhwa, ilustrada por Wookjakga, comenzó a serializarse en KakaoPage el 19 de mayo de 2018. Hasta la fecha, D&C Media ha publicado siete volúmenes.
En Japón, la serie es publicada por Piccoma digitalmente y Kadokawa Shoten de forma impresa. En inglés, Tappytoon publica la serie digitalmente. En octubre de 2021, Yen Press anunció que obtuvo la licencia de la serie para su publicación en inglés. Norma Editorial obtuvo la licencia en España.

#### Lista de volúmenes
| Volúmenes de manhwa publicados | Volúmenes de manhwa publicados | Volúmenes de manhwa publicados | Volúmenes de manhwa publicados | Volúmenes de manhwa publicados |
| Número                         | Fecha de lanzamiento           | ISBN                           | Fecha de lanzamiento           | ISBN                           |
| ------------------------------ | ------------------------------ | ------------------------------ | ------------------------------ | ------------------------------ |
| 1                              | 11 de enero de 2021            | ISBN 979-1-19-730383-8         | 6 de octubre de 2023           | ISBN 978-84-679-6411-0         |
| 2                              | 9 de julio de 2021             | ISBN 979-1-19-136394-4         | 1 de enero de 2024             | ISBN 978-84-679-6412-7         |
| 3                              | 10 de febrero de 2023          | ISBN 979-1-16-777062-2         | 2 de agosto de 2024            | ISBN 978-84-679-6413-4         |
| 4                              | 22 de mayo de 2023             | ISBN 979-1-16-777088-2         | 17 de abril de 2025            | ISBN 978-84-679-7532-1         |
| 5                              | 28 de diciembre de 2023        | ISBN 979-1-19-354960-5         | —                              | —                              |
| 6                              | 27 de junio de 2024            | ISBN 979-1-19-382129-9         | —                              | —                              |
| 7                              | 14 de marzo de 2025            | ISBN 979-1-19-382186-2         | —                              | —                              |

### Anime
Una adaptación de la serie al anime fue anunciada por Aniplex en la AnimeJapan el 25 de marzo de 2023. La serie, titulada Kikansha no Mahō wa Tokubetsu Desu (帰還者の魔法は特別です?), está producida por Arvo Animation y dirigida por Taishi Kawaguchi, con guiones escritos por Takamitsu Kōno, diseños de personajes a cargo de Hiromi Katō y música compuesta por Kenta Higashiohji. Se estrenó el 8 de octubre de 2023 en Tokyo MX y otras cadenas. El tema de apertura es «Get Back», interpretado por Flow, mientras que el tema de cierre es «6 o Naderu» (6を撫でる?), interpretado por Momosumomosu. Crunchyroll obtuvo la licencia de la serie fuera de Asia. Muse Communication obtuvo la licencia de la serie en el sudeste asiático.
Se anunció una segunda temporada después del episodio final de la primera temporada.